# Stadion an der Hafenstraße
Het Stadion an der Hafenstraße (tot 2022 Stadion Essen) is een voetbalstadion in Essen in de Duitse deelstaat Noordrijn-Westfalen dat plaats biedt aan zo'n 20.000 toeschouwers. Het is gelegen in het stadsdeel Bergeborbeck. Het stadion is de thuisbasis van de voetbalclubs Rot-Weiss Essen (heren) en SG Essen-Schönebeck (dames).
Door de bouwvalligheid van het oude Georg-Melches-Stadion was al jaren duidelijk dat de club een nieuw stadion nodig had. In 2010 werd besloten om een nieuw stadion te bouwen. Op 1 april 2011 werd begonnen met de ruwbouw. In augustus 2012 werd het stadion officieel geopend. Op de plaats van het oude stadion zal na afbraak een parkeerplaats komen. RWE Deutschland AG nam een groot deel van de kost op zich. 
De openingswedstrijd was tussen de jeugd van Rot-Weiss tegen de jeugd van Borussia Dortmund. Daaropvolgend speelden de dames van SGS Essen tegen 1. FFC Frankfurt en daarna speelden de heren van Rot-Weiss tegen de dames van SGS en wonnen met 1:0. 
Het stadion is gekwalificeerd om te spelen in de Regionalliga en 3. Liga. Het kan ook gebruikt worden voor evenementen en concerten. De hoeken kunnen gesloten worden zodat de capaciteit uitgebreid kan worden naar 25.000 en er is nog een derde uitbouwmogelijkheid om het aantal op 35.000 te brengen indien de club weer in de hogere reeksen speelt. 
Allianz Arena (FC Bayern München) ·
BayArena (Bayer Leverkusen) ·
Borussia-Park (Borussia Mönchengladbach) ·
Deutsche Bank Park (Eintracht Frankfurt) ·
Europa-Park Stadion (SC Freiburg) ·
Holstein-Stadion (Holstein Kiel) ·
Mewa Arena (1. FSV Mainz 05) ·
MHPArena (VfB Stuttgart) ·
Millerntor-Stadion (FC St. Pauli) ·
Red Bull Arena (Leipzig) (RB Leipzig) ·
Rhein-Neckar-Arena (TSG 1899 Hoffenheim) ·
Signal Iduna Park (Borussia Dortmund) ·
Alte Försterei (1. FC Union Berlin) ·
Volkswagen-Arena (VfL Wolfsburg) ·
Voith-Arena (1. FC Heidenheim 1846) ·
Vonovia Ruhrstadion (VfL Bochum) ·
Weserstadion (Werder Bremen) ·
WWK ARENA (FC Augsburg)
Donaustadion (SSV Ulm 1846) ·
Eintracht-Stadion (Eintracht Braunschweig) ·
Fritz-Walter-Stadion (1. FC Kaiserslautern) ·
Heinz-von-Heiden-Arena (Hannover 96) ·
Home Deluxe Arena (SC Paderborn 07) ·
Jahnstadion Regensburg (Jahn Regensburg) ·
Max-Morlock-Stadion (1. FC Nürnberg) ·
MDCC-Arena (1. FC Magdeburg) ·
Merkur Spiel-Arena (Fortuna Düsseldorf) ·
Olympiastadion (Hertha BSC) ·
Preußenstadion (SC Preußen Münster) ·
RheinEnergieStadion (1. FC Köln) ·
Sportpark Ronhof (SpVgg Greuther Fürth) ·
Stadion am Böllenfalltor (SV Darmstadt 98) ·
Ursapharm-Arena an der Kaiserlinde (SV Elversberg) ·
Veltins-Arena (Schalke 04) ·
Volksparkstadion (HSV) ·
Wildparkstadion (Karlsruher SC)
Audi-Sportpark (FC Ingolstadt 04) ·
Brita-Arena (SV Wehen Wiesbaden) ·
Carl-Benz-Stadion (SV Waldhof Mannheim) ·
DDV-Stadion (Dynamo Dresden) ·
Erzgebirgsstadion (FC Erzgebirge Aue) ·
Hardtwaldstadion (SV Sandhausen) ·
LEAG Energie Stadion (Energie Cottbus) ·
Ludwigsparkstadion (1. FC Saarbrücken) ·
Ostseestadion (Hansa Rostock) ·
SchücoArena (DSC Arminia Bielefeld) ·
Sportclub Arena (SC Verl) ·
Sportpark Höhenberg (FC Viktoria Köln 1904) ·
Sportpark Unterhaching (SpVgg Unterhaching) ·
Stadion an der Bremer Brücke (VfL Osnabrück) ·
Stadion an der Hafenstraße (Rot-Weiss Essen) ·
Stadion Rote Erde (Borussia Dortmund II) ·
Städtisches Stadion an der Grünwalder Straße (TSV 1860 München) ·
Tivoli (Alemannia Aachen) ·
WIRmachenDRUCK Arena (VfB Stuttgart II)